# Родионов, Алексей Викторович
Алексей Викторович Родионов (1853 — 1919) — участник Русско-турецкой войны 1877—1878 гг., командир лейб-гвардии Казачьего полка, начальник 2-й казачьей сводной дивизии, почётный опекун, генерал от кавалерии.

## Биография
Родионов родился 14 июля 1853 года, происходил из дворян Области Войска Донского и был сыном генерал-лейтенанта Виктора Алексеевича Родионова (1821 — 1906).
Поступил в службу 1 сентября 1871 года. По окончании Пажеского корпуса выпущен из камер-пажей корнетом в лейб-гвардии Казачий полк (10 августа 1873 года). Получив 13 апреля 1875 года чин поручика, Родионов принял участие в Русско-турецкой войне 1877 — 1878 годов и за отличие был награждён орденами Святой Анны 3-й степени с мечами и бантом и Святого Владимира 4-й степени с мечами и бантом. Продолжая по окончании войны службу в полку, он был произведён в штабс-ротмистры (6 января 1879 года), ротмистры (24 марта 1885 года) и полковники (28 февраля 1893 года), занимая должности командир эскадрона Его Величества (с 4 ноября 1885 года по 1 октября 1891 года) и помощника командира лейб-гвардии Казачьего полка (с 21 апреля 1893 года по 9 июня 1899 года).
С 25 июня 1899 года Родионов командовал 8-м Донским казачьим полком. 11 декабря 1902 года произведён в генерал-майоры с назначением генералом для особых поручений при войсковом наказном атамане Войска Донского. 30 июня 1904 года он стал командиром лейб-гвардии Казачьего полка и в следующем году был зачислен в Свиту Его Императорского Величества.
С 10 февраля 1907 года по 14 сентября 1911 года Родионов командовал 3-й бригадой 1-й гвардейской кавалерийской дивизии, а 14 сентября 1911 года был произведён в генерал-лейтенанты и назначен начальником 2-й Сводной казачьей дивизии. 31 декабря 1913 года уволен от службы по возрастному цензу с награждением чином генерала от кавалерии, с мундиром и пенсией.
В отставке Родионов пробыл чуть более двух месяцев и 6 марта 1914 года был вновь принят прежним чином генерал-лейтенанта (со старшинством с 19 ноября 1911 года), с зачислением по гвардейской кавалерии и Войску Донскому и в списки лейб-гвардии Казачьего полка и назначением почётным опекуном Санкт-Петербургского (после начала 1-й мировой войны — Петроградского) присутствия Опекунского совета учреждений Императрицы Марии. В качестве почётного опекуна был членом Совета по хозяйственной части Императорского Воспитательного общества благородных девиц (Смольного института) и Александровского института.
После Февральской революции 1917 года Временное правительство приступило к ликвидации Ведомства учреждений императрицы Марии, и Родионов, как и другие почётные опекуны, был оставлен за штатом. Незадолго до Октябрьской революции Родионов был уволен от службы по прошению с производством в генералы от кавалерии, с мундиром и пенсией (3 октября 1917 года), получив, таким образом, чин полного генерала во второй раз.
Во время Гражданской войны генерал от кавалерии Родионов уехал на юг России и вступил в Донскую армию. 4 сентября 1919 года в возрасте 66 лет он скончался от болезни в Новочеркасске.
Алексей Викторович Родионов был женат на баронессе Эмилии Борисовне Гойнинген-Гюне.

## Награды
За свою службу Родионов был награждён многими орденами, в их числе:
- Орден Святого Станислава 3-й степени (1876 год)
- Орден Святой Анны 3-й степени с мечами и бантом (1877 год)
- Орден Святого Владимира 4-й степени с мечами и бантом (1878 год)
- Орден Святого Станислава 2-й степени (1881 год)
- Орден Святой Анны 2-й степени (1884 год)
- Орден Святого Владимира 3-й степени (1897 год)
- Орден Святого Станислава 1-й степени (1905 год)
- Орден Святой Анны 1-й степеи (1909 год)
- Орден Святого Владимира 2-й степени (6 декабря 1913 года)

Иностранные ордена:
- Орден Звезды Румынии 5-й степени (1877 год)
- Румынский Крест «За переход через Дунай» (1879 год)
- Персидский орден Льва и Солнца 3-й степени (1889 год)
- Французский орден Почётного Легиона офицерской степени (1894 год)
- Абиссинский орден Звезды Эфиопии 2-й степени (1901 год)